# جبل السقعة (فرع العدين)
جبل السقعة هي إحدى قرى عزلة بني يوسف بمديرية فرع العدين التابعة لمحافظة إب، بلغ تعداد سكانها 408 نسمة حسب تعداد اليمن لعام 2004.

## المحلات التابعة للقرية
- الظفير
- العدني
- الحافة
- الذرع
- المداهف
- الاصلاب